# Xaasongaxango
Xaasongaxango ist eine Manding-West-Sprache, die als Muttersprache von den Khassonké an der Grenze zwischen Mali und dem Senegal als Muttersprache gesprochen wird. 
Es hat in allen Ländern zusammen etwa 128 000 bis 170 000 Sprecher und ist eine Nationalsprache Malis. Xaasongaxango ist sehr nahe verwandt mit Malinke und Mandinka. Alternative Namen für die Sprache sind Xasonga, Kassonke, Khassonka, Khassonké, Khasonke, Kasonke, Kasson, Kasso, Xaasonga, Xasonke und Xassonke.